# Moldova are talent
Moldova are talent este un show de televiziune din Republica Moldova, care a debutat la postul de televiziune Prime.Pentru prima data a fost difuzat pe data de 11 octombrie 2013. Proiectul este o franciză Got Talent, program de televiziune de tip concurs reality television, dezvoltat de compania britanică Simco Limited, și îi are ca gazde pe Adrian Ursu și Mircea Marco. Juriul emisiunii este compus din Nicu Țărnă, Tania Cerga și Mihai Muntean. Marele premiu este în sumă de 500.000 de lei moldovenești.

## Sezonul 1 (2013)

Audițiile au avut loc în orașele: Nisporeni, Bălți, Constanța, Drochia, Soroca, Edineț, Orhei, Cahul, Comrat, Ungheni, Hâncești, Căușeni și Chișinău. Audițiile au avut loc în lunile mai și iunie 2013.
Primul episod a fost difuzat pe data de 11 octombrie 2013 și a fost un mare hit pentru Prime în materie de audiență. Sunt 2 semifinale, 3 participanți calificându-se pentru finala show-ului, care a avut loc pe data de 27 decembrie 2013. Pe locul 3 a fost echipa Street Workout, pe locul 2 echipa Maximum, iar locul întâi, răsplătit cu premiul de 500.000 de lei moldovenești, a fost câștigat de Monica Pîrlici, o fetiță de 10 ani care a recitat poezia ”Repetabila povară” de Adrian Păunescu.

## Sezonul 2 (2014)
La finalul ultimei emisiuni din primul sezon, prezentatorii Mircea Marco și Adrian Ursu au anunțat că imediat după prima ediție a emisiunii, încep pregătirile pentru cea de-a doua. Preselecțiile au avut loc în primăvara-vara anului 2014, iar sezonul 2 propriu-zis a debutat pe 19 septembrie 2014. În emisiunea din 28 noiembrie s-a terminat etapa audițiilor și a avut loc faza deliberărilor între jurați în urma cărora au fost aleși 36 de semifinaliști. Cele trei semifinale au avut loc pe 5, 12 și 19 decembrie, din fiecare semifinală promovând în finală câte 4 concurenți. În finala din 26 decembrie 2014, pe locul 3 s-a clasat grupul de muzică populară „Nistrenii”, pe locul doi speedcuber-ul Roberto Lozovanu, iar marea câștigătoare a devenit Ana Munteanu, o adolescentă de 13 ani, care în finală a interpretat piesa Patriciei Kaas - „Il parle d'amour”, iar în etapele precedente – două piese de-ale lui Vladimir Vîsoțki.

## Sumar ediții
| Sezon | Început            | Sfârșit           | Câștigător     | Locul 2          | Locul 3                 | Prezentatori             | Jurați                                | Sponsor  |
| ----- | ------------------ | ----------------- | -------------- | ---------------- | ----------------------- | ------------------------ | ------------------------------------- | -------- |
| 1     | 11 octombrie 2013  | 27 decembrie 2013 | Monica Pîrlici | grupul "Maximum" | grupul "Street Workout" | Adrian Ursu Mircea Marco | Mihai Munteanu Tania Cergă Nicu Țărnă | Moldcell |
| 2     | 19 septembrie 2014 | 26 decembrie 2014 | Ana Munteanu   | Roberto Lozovanu | grupul "Nistrenii"      | Adrian Ursu Mircea Marco | Mihai Munteanu Tania Cergă Nicu Țărnă | Moldcell |